# 塔尔基兴站
塔尔基兴站（德語：U-Bahnhof Thalkirchen (Tierpark)）是慕尼黑地铁3号线位于慕尼黑塔尔基兴-上森德灵-福斯滕里德-菲尔斯滕里德-索恩的一座车站，靠近海拉布伦动物园。